# 马坡地区
马坡地区是中华人民共和国北京市顺义区下辖的一个地区办事处，同时保留马坡镇名称，其行政事务机构实行“一套人马，两块牌子”的体制，地区办事处与镇政府合署办公。

## 地理
马坡地区位于顺义区中部，原本东邻南彩镇、北小营镇，北接赵全营镇、牛栏山地区，西隔七干渠与高丽营镇接壤，南与仁和地区、南法信地区接界。
2007年双丰街道成立时，马坡镇小中河以东区域划归双丰街道。

## 行政区划
马坡地区下辖以下村级区划单位：
佳和宜园第一社区、佳和宜园第二社区、中晟馨苑北区社区、泰和宜园西区社区、良正卷村、庙卷村、衙门村、石家营村、毛家营村、姚店村和马卷村。